# Werin Sasunik
Werin Sasunik – wieś w Armenii, w prowincji Aragacotn. W 2011 roku liczyła 58 mieszkańców.